# Cantó de Saint-Héand
El cantó de Saint-Héand és un cantó francès del departament del Loira, situat al districte de Saint-Étienne. Té 9 municipis i el cap és Saint-Héand.

## Municipis
- L'Étrat
- Fontanès
- La Fouillouse
- Marcenod
- Saint-Christo-en-Jarez
- Saint-Héand
- Sorbiers
- La Talaudière
- La Tour-en-Jarez

## Història
| Data d'elecció                           | Identitat         | Partit                     | Qualitat |
| ---------------------------------------- | ----------------- | -------------------------- | -------- |
| 1945-1949                                | M. Pralong        | UDSR                       |          |
| 1949-1955                                | M. Perrichon      | Divers droite              |          |
| 1955-1967                                | M. Bouteille      | CNIP                       |          |
| 1967-1979                                | Félicien Chabrol  | Divers droite              |          |
| 1979-1997                                | François Mathieu  | UDF-Radical                |          |
| 1997-                                    | Bernard Philibert | UDF, després Divers droite |          |
| les dades anteriors no són pas conegudes |                   |                            |          |
|                                          |                   |                            |          |

## Demografia
| A partir de 1990: Població sense dobles comptes |